# Dogs Eating Dogs
Dogs Eating Dogs (englisch für „Hunde essen Hunde“) ist eine EP der US-amerikanischen Rockband blink-182. Sie erschien ursprünglich am 18. Dezember 2012 ausschließlich zum Download und wurde wenige Wochen später auch als CD über das Independent-Label Viking Wizard Eyes veröffentlicht.
Zur Feier des 182. Tag im Jahr 2020 wurde die EP als begrenzte Stückzahl auf Vinyl gepresst. Aufgrund der Limitierung wird diese Edition noch heute deutlich über dem eigentlichen Verkaufspreis gehandelt.

## Hintergrund
Dogs Eating Dogs wurde von der Band ohne Labelunterstützung veröffentlicht, nachdem sie sich im Oktober 2012 von ihren Labels Interscope und DGC trennte. Es ist zugleich die letzte Veröffentlichung von blink-182, an der Tom DeLonge mitwirkte, der die Gruppe 2015 verließ.
Der einzige Gastbeitrag der EP stammt von dem US-amerikanischen Rapper Yelawolf, der auf dem Song Pretty Little Girl zu hören ist.

## Produktion
Die EP wurde von der Band zusammen mit dem Musikproduzenten Chris Holmes produziert.

## Covergestaltung
Das EP-Cover zeigt die schwarz-weiße Zeichnung eines Hundekopfes, der sein Maul weit aufgerissen hat. Lediglich das Blut an seinen Zähnen ist rot hervorgehoben. Am oberen Bildrand befindet sich der graue Schriftzug blink-182 und rechts unten steht der Titel Dogs Eating Dogs in Schwarz. Der Hintergrund ist komplett weiß gehalten.

## Titelliste
1. When I Was Young – 3:29
2. Dogs Eating Dogs – 3:30
3. Disaster – 3:42
4. Boxing Day – 3:59
5. Pretty Little Girl (feat. Yelawolf) – 4:20

## Chartplatzierungen
Dogs Eating Dogs stieg am 5. Januar 2013 auf Platz 23 in die US-amerikanischen Albumcharts ein und konnte sich insgesamt fünf Wochen in den Top 200 halten. In den deutschen Charts konnte sich die EP nicht platzieren.

## Rezeption
Dogs Eating Dogs wurde von professionellen Musikkritikern im englischsprachigen Raum größtenteils mittelmäßig bis positiv bewertet. So erreichte die EP auf Metacritic eine Durchschnittsbewertung von 68 %, basierend auf fünf Rezensionen englischsprachiger Medien.
Simon Tauscher von laut.de bewertete Dogs Eating Dogs mit drei von möglichen fünf Punkten. Es falle kaum auf, „dass die Herren seit dem internationalen Durchbruch um 15 Jahre gealtert sind: weder musikalisch noch thematisch.“ Die Band habe „endgültig wieder die Kurve gekriegt. Sie sind gemeinsam kreativ und haben hörbar Spaß daran. Auch eine musikalische Weiterentwicklung ist unverkennbar.“